# Олари (Олт)
Олари (рум. Olari) насеље је у Румунији у округу Олт у општини Паршковени. Oпштина се налази на надморској висини од 133 m.

## Становништво
Према подацима из 2002. године у насељу је живело 1093 становника, од којих су сви румунске националности.